# Okręg wyborczy Isaacs
Okręg wyborczy Isaacs (ang. Division of Isaacs) – jednomandatowy okręg wyborczy do Izby Reprezentantów Australii, położony w południowo-wschodniej części Melbourne. Pierwsze wybory odbyły się w nim w 1969 roku, zaś patronem okręgu jest Isaac Isaacs, były prezes Sądu Najwyższego Australii i zarazem pierwszy w historii gubernator generalny Australii urodzony w tym kraju. 
W latach 1949–1969 imię Isaacsa nosił inny okręg wyborczy, który klasyfikowany jest jako odrębna jednostka, gdyż jego terytorium nie pokrywało się w żadnym stopniu z granicami obecnego okręgu Isaacs. 

## Lista posłów
| okres urzędowania | poseł          | przynależność              |
| ----------------- | -------------- | -------------------------- |
| 1969-1974         | David Hamer    | Liberalna Partia Australii |
| 1974-1975         | Gareth Clayton | Australijska Partia Pracy  |
| 1975-1977         | David Hamer    | Liberalna Partia Australii |
| 1977-1980         | William Burns  | Liberalna Partia Australii |
| 1980-1990         | David Charles  | Australijska Partia Pracy  |
| 1990-1996         | Rod Atkinson   | Liberalna Partia Australii |
| 1996-2000         | Greg Wilton    | Australijska Partia Pracy  |
| 2000-2007         | Ann Corcoran   | Australijska Partia Pracy  |
| od 2007           | Mark Dreyfus   | Australijska Partia Pracy  |

źródło: